# Engels (település)
Engels (cirill betűkkel Энгельс, IPA: [ˈɛnɡʲɪlʲs]), korábban Pokrovszk) város Oroszország Szaratovi területén, a Volga bal partján. Híddal kapcsolódik a túlsó parton fekvő Szaratovhoz. Lakossága kb. 225 ezer fő.

## Történelme
A települést ukrán telepesek alapították 1747-ben. A Покровск [Pokrovszk] nevet 1914-ben vette fel, amikor város lett. 1918-ban központja lett a Volgai Német Autonóm Szovjet Szocialista Köztársaságnak. 1931-ben Friedrich Engels tiszteletére kapta az „Engels” nevet. A második világháború idején Engelsnél a német csapatokat visszaszorították. A háború áldozatainak tiszteletére emlékművet állítottak, melyet 2011 augusztusában lepleztek le és adtak át a közönségnek.

## Népesség alakulása
| Felmérés éve | Népesség | Hivatkozások |
| ------------ | -------- | ------------ |
| 1897         | 22.000   |              |
| 1959         | 91.000   |              |
| 1970         | 130.000  |              |
| 1977         | 163.000  |              |
| 1989         | 181.201  |              |
| 2002         | 193.984  |              |
| 2010         | 202.419  |              |

## Képek

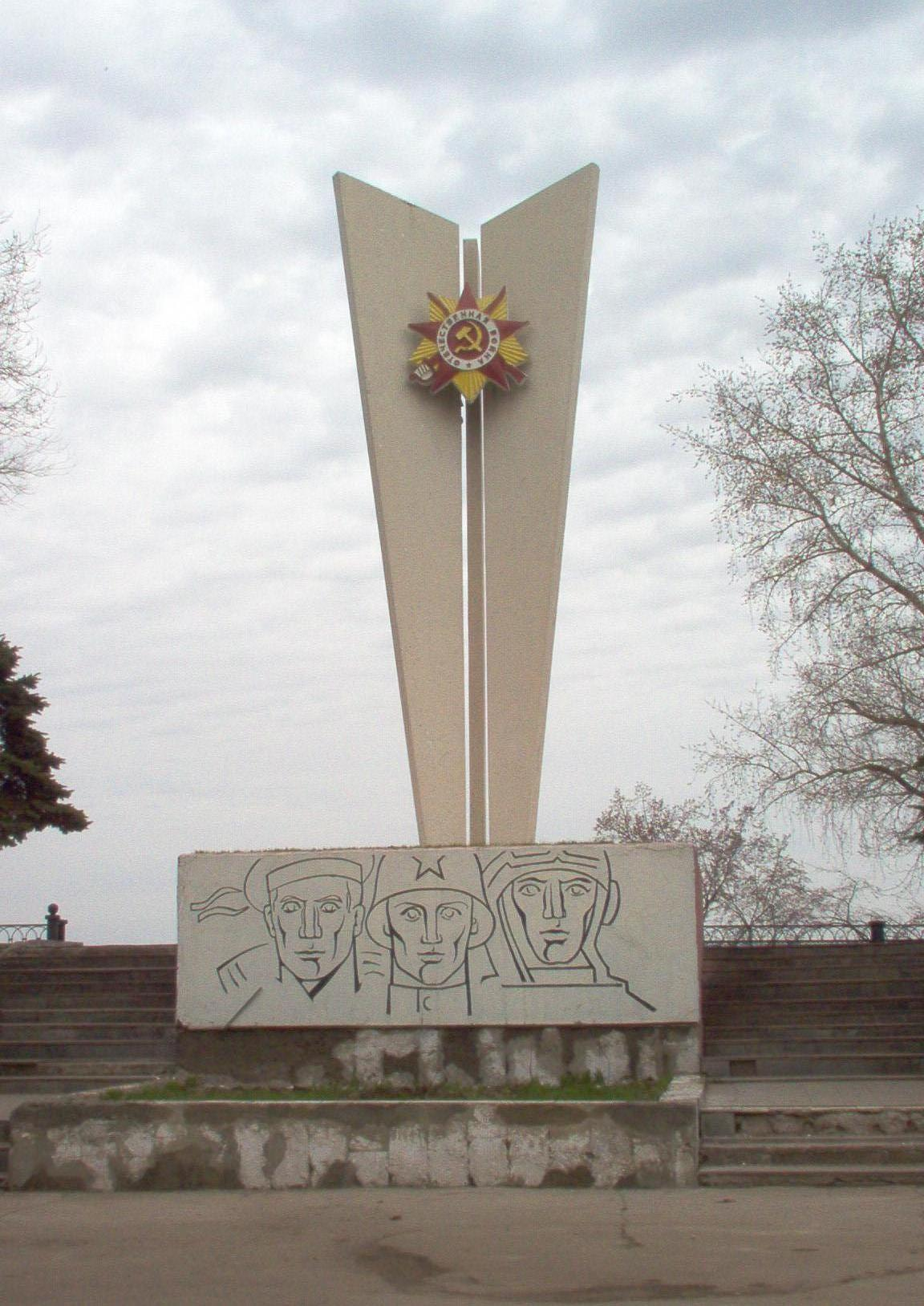
Emlékmű
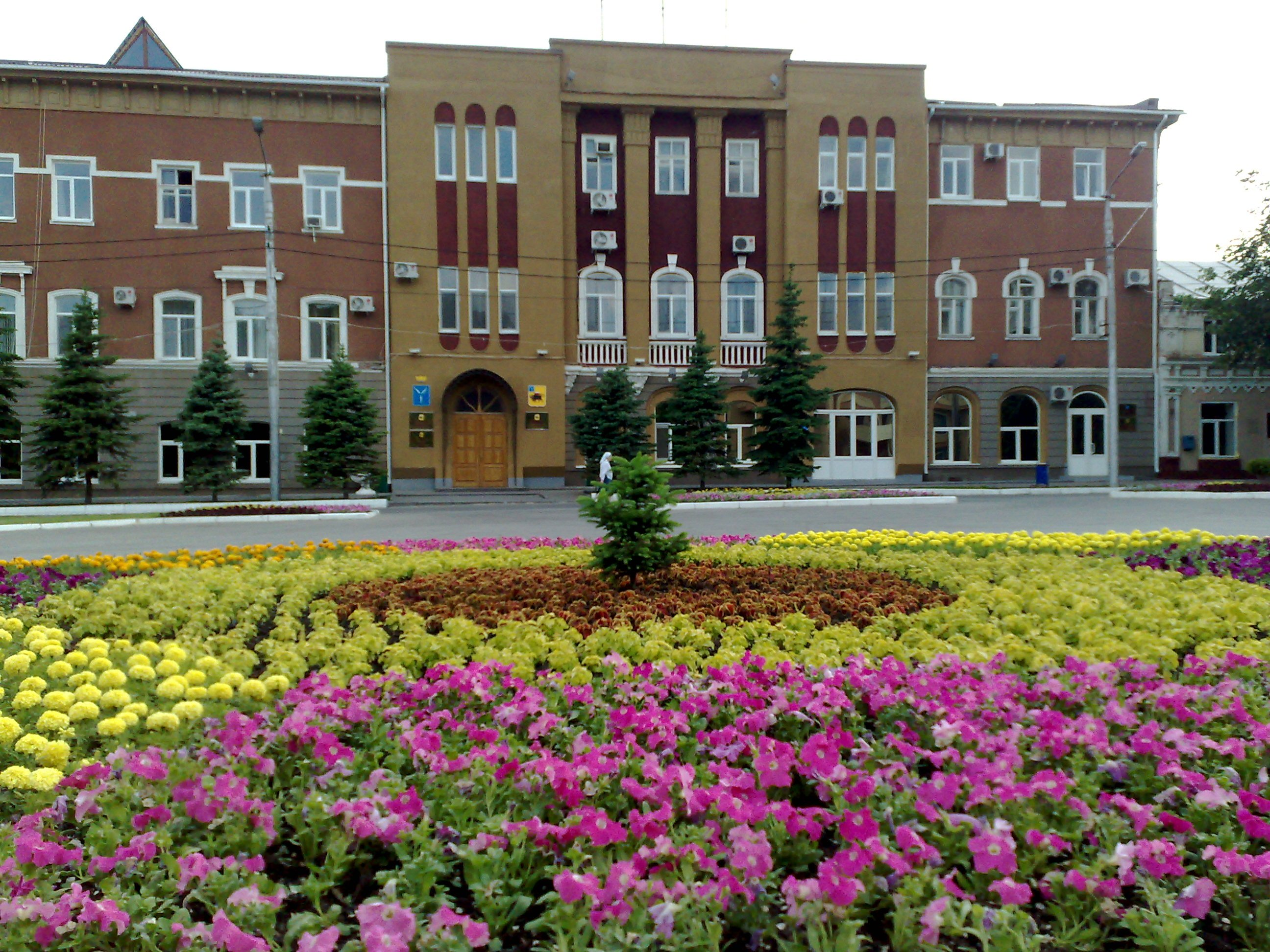
Az engelsi járási hivatal épülete
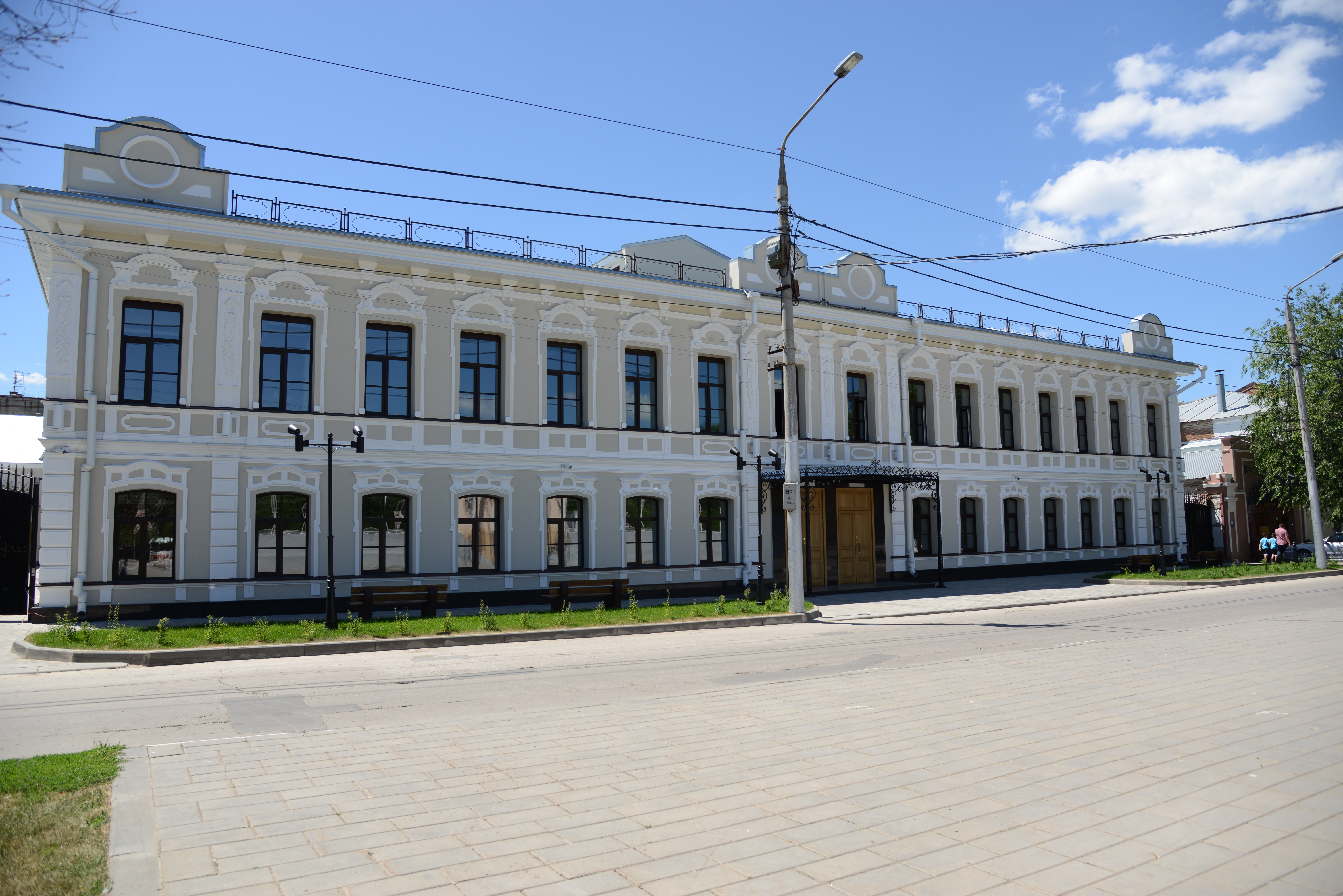
Képtár
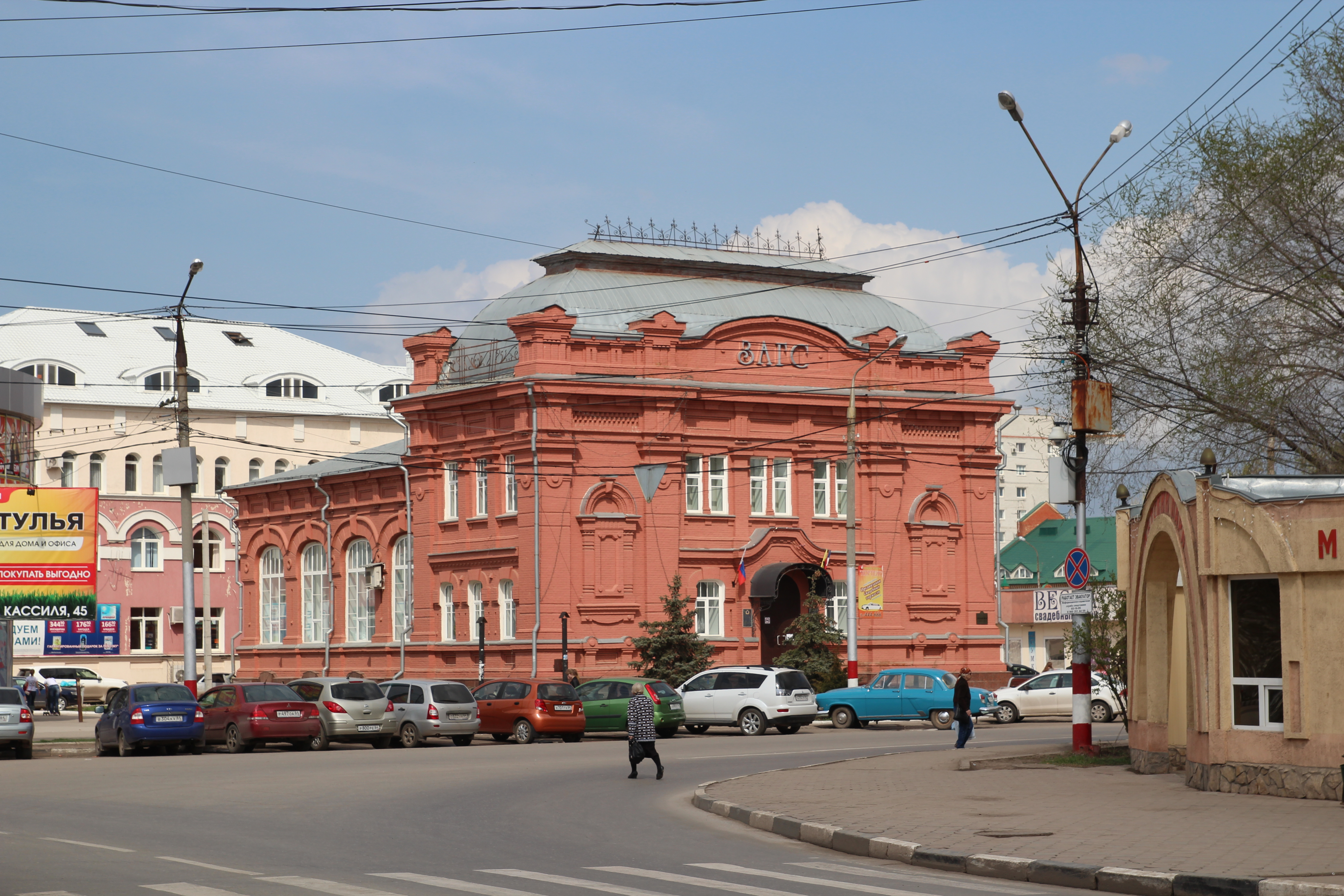
A gabonatőzsde épülete
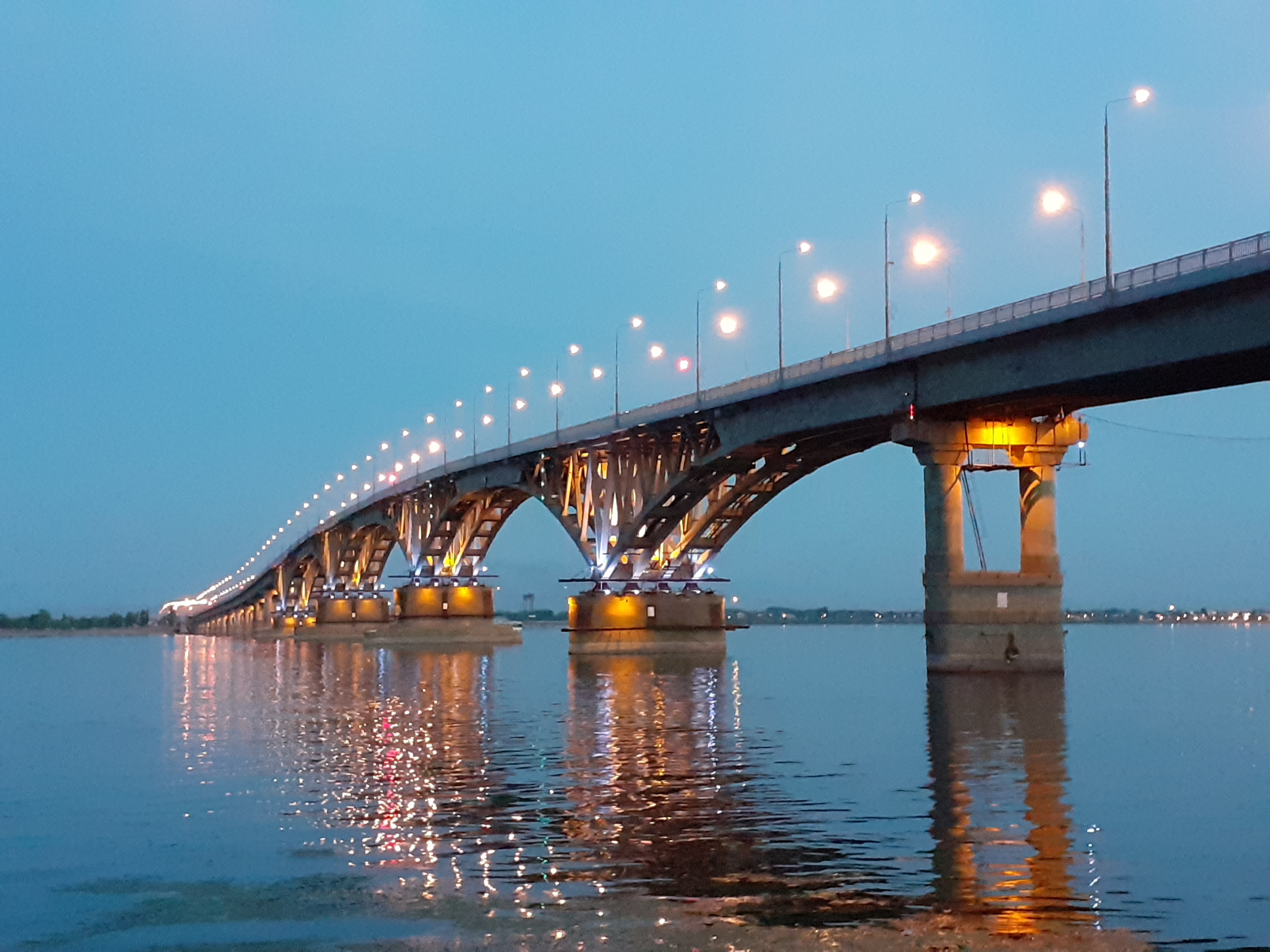
Szaratovi híd Szaratov felé